# Organized Konfusion
Organized Konfusion (OK) sono un duo musicale hip hop statunitense formatosi nel 1987 nel Queens, distretto di  New York. I due componenti sono Pharoahe Monch e Prince Po. Benché non abbiano raggiunto un grande successo commerciale, sono apprezzati dalla critica e sono uno dei duo più rispettati e apprezzati nell'ambiente underground negli anni novanta, soprattutto grazie ai testi rivoluzionari.
L'omonimo album di debutto è acclamato dalla critica: Allmusic gli assegna il punteggio massimo di cinque stelle, così come RapReviews che vota il prodotto con dieci decimi. Il secondo disco del duo, Stress: The Extinction Agenda, pubblicato nuovamente dalla Hollywood Records, con Buckwild e Rockwilder alle produzioni, e le apparizioni di Q-Tip e O.C. – già presente nel loro primo album – entra nelle classifiche statunitensi e si guadagna nuovamente i favori della critica, venendo anche inserito tra i migliori 100 album dalla rivista specializzata The Source nel 1998. Il terzo prodotto, The Equinox, questa volta pubblicato da Priority Records, rientra nelle classifiche del mercato statunitense e vede anche Diamond D alle produzioni.
Dal 1999 Pharoahe Monch inizia una carriera da solista parallela a quella del duo, che non pubblica più album.

## Discografia
Album
- 1991 - Organized Konfusion
- 1994 - Stress: The Extinction Agenda
- 1997 - The Equinox

Raccolte
- 2005 - The Best of Organized Konfusion